# Huragan Hazel
Huragan Hazel – najtragiczniejszy huragan jaki przeszedł w 1954 roku nad Oceanem Atlantyckim. Huragan osiągnął czwartą kategorię, gdy uderzył w Haiti zabijając około 1000 osób. W sumie w wyniku huraganu śmierć poniosło 1200 osób. Ze względu na znaczne straty materialne oraz straty w ludziach, jakie wywołała Hazel, nazwa ta została wycofana z ponownego użycia w nazewnictwie cyklonów tropikalnych nad Atlantykiem.

## Historia huraganu
Huragan Hazel uformował się 5 października 1954 roku u wybrzeży Grenady. 11 października, Hazel dotarła do Haiti, by następnie skierować się w stronę wybrzeża Stanów Zjednoczonych. 15 października, Hazel spustoszyła południowo-wschodnie prowincje Kanady oraz spowodowała znaczne zniszczenia na terenie miasta Toronto. Huragan ten był najbardziej niszczycielskim cyklonem tropikalnym w powojennej historii Kanady. Spowodował on śmierć 81 osób oraz zniszczenia oszacowane na wysokość 125 milionów ówczesnych dolarów (w przeliczniku na rok 2010 – 1 miliard dolarów). 18 października, Hazel połączył się z niżem atmosferycznym znajdującym się na obszarze wschodniej Kanady.

## Ofiary huraganu
| Kraj              | Ofiary śmiertelne |
| ----------------- | ----------------- |
| Haiti             | ~1000             |
| Stany Zjednoczone | 95                |
| Kanada            | 81                |
| Portoryko         | 9                 |
| Bahamy            | 6                 |
| Razem:            | ~1200             |